# Lawrence Alma-Tadema
Lawrence Alma-Tadema [ˈælmɘ ˈtædɪmɘ], sir (ur. 8 stycznia 1836 w Dronrijp pod Leeuwarden, zm. 26 czerwca 1912 w Wiesbaden) – holenderski malarz akademicki, od 1870 na stałe zamieszkały i tworzący w Anglii, i dlatego zwykle zaliczany do malarzy angielskich (brytyjskich).

## Życiorys
Urodził się w wielodzietnej fryzyjskiej rodzinie jako Lourens Tadema, był synem rejenta Pietera Jiltesa Tademy, który odumarł go we wczesnym dzieciństwie. Początkowo uczył się w gimnazjum w Leeuwarden. Choć przewidywano dla niego zawód prawnika, wybrał karierę artystyczną i wyjechał do Antwerpii, by od 1852 studiować malarstwo w tamtejszej akademii u Gustaafa Wappersa. W 1856 podjął studia historyczne, w trakcie których, pod wpływem archeologa Louisa de Taeye, zafascynował go świat kultur antycznych. Od 1859 kształcił się w malarstwie historycznym u Hendrika Leysa i dołączył do jego studia, które opuścił w 1862, by pracować samodzielnie, po wybraniu na członka Akademii w Antwerpii (1861). Odtąd wystawiał w Brukseli, Antwerpii, Amsterdamie i Paryżu; jego obraz o tematyce staroegipskiej nagrodzono złotym medalem na salonie paryskim 1864, gdzie poznał J.-L. Gérôme’a.
Odwiedziwszy uprzednio Kolonię (1861), w 1863, po ślubie z Marie Pauline Gressin odbył podróż do Włoch, poznając Florencję, Rzym, Neapol i Pompeje. Fascynacja antycznym Rzymem skłoniła go do pracy nad pierwszym cyklem obrazów osadzonych w czasach cesarstwa. Znajomość z marszandem Ernestem Gambartem (1864) spowodowała wzrost stałych zamówień na obrazy przynoszące mu rosnącą popularność. Po śmierci żony (1869) poślubił swą uczennicę – malarkę Laurę Epps. Przejściowo mieszkał w Brukseli, w 1870 przeniósł się na stałe do Anglii, gdzie wkrótce (1873) został naturalizowany. Od 1876 przyjęty do tamtejszej Akademii Królewskiej (Royal Academy of Arts), w 1879 uzyskał status jej członka rzeczywistego. W uznaniu zasług twórczych w 1899 nadano mu tytuł baroneta, a w 1905 odznaczono Orderem Zasługi.
Zmarł nagle za granicą w Wiesbaden, gdzie przebywał na leczeniu.
Jego córką była Laurence Alma-Tadema (1865-1940), poetka i pisarka, znana z niezwykle przyjaznego stosunku do Polski i Polaków.

## Twórczość
Był jednym z najbardziej znanych i cenionych przedstawicieli wiktoriańskiego malarstwa. Pierwszy obraz (portret siostry) namalował mając 14 lat; odtąd numerował wszystkie swe prace nadając im „rzymskie” oznaczenia – ostatni obraz nosił sygnaturę Opus CCCCVIII.

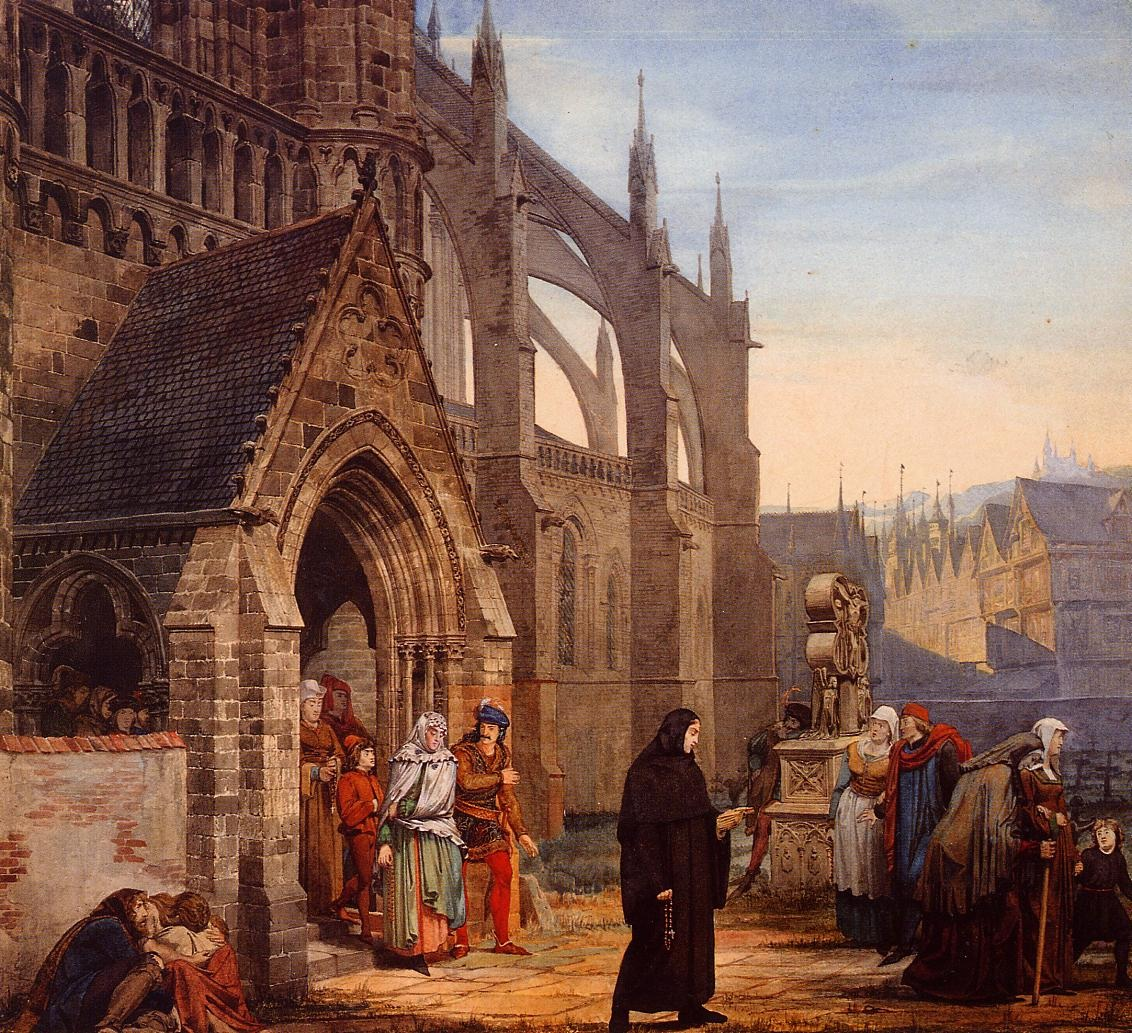
Faust i Małgorzata (akwarela, 1856)

We wczesnej fazie twórczości preferował tematykę czerpaną ze średniowiecza (głównie z historii Franków – np. Edukacja dzieci Chlodwiga, Wenancjusz Fortunat), dopiero ok. 1860 przyciągnęła go starożytność egipska (Rozrywki Egipcjan, Śmierć pierworodnego) i grecka (Biegacz maratoński, Kobiety Amfissy), a potem i rzymska.
Niezwykłą popularność osiągnął zwłaszcza w tematyce z życia starożytnego Rzymu: ulubionymi motywami były jednak nie okazałe sceny historyczne, ale przedstawienia rodzajowe (najczęściej kameralne) umiejscowione w antycznej scenerii. Prace jego cechował świetny warsztat malarski ze staranną kompozycją i niemal naukową dokładnością w oddawaniu szczegółów. Przyciągały też one gamą radosnej kolorystyki, rozświetleniem i czystością barw, frapowały mistrzostwem przedstawiania różnorodności elementów sztafażu (tkanin, marmurów, przedmiotów ze złota i brązu). Nierzadko wielopostaciowe kompozycje wywierały spektakularny efekt na tle historycznego przepychu i wyrafinowania (np. Róże Heliogabala, Wiosna, Święto winobrania). Artysta często nadawał im erotyczno-sielankowy charakter, sytuując je np. w pomieszczeniach łaźni, pokoi kobiecych, ustronnych zakątków. Antyczne negliże (Ulubiona rozrywka, Tepidarium), a nawet akty kobiece (Modelka rzeźbiarza, Strigile i gąbki) czy swobodne sceny obyczajowe (Termy Karakalli, W sanktuarium Wenery), oddalone przestrzenią czasu nie naruszały jednak ówczesnej wrażliwości i nie budziły istotnych zastrzeżeń moralnych.
Natomiast w odbiorze krytycznym tę najważniejszą część twórczości artysty wytykano jako specjalizację w ckliwo-sentymentalnych scenach domowych, umożliwiających współczesnemu odbiorcy utożsamianie się z postaciami starożytnych. Surowsza krytyka wręcz zarzucała, że postacie z jego obrazów przedstawiają ludzi z epoki wiktoriańskiej odzianych w peplosy i togi. W wizjach przeszłości kreowanych przez Almę-Tademę widziano uwspółcześnioną odświętną sielankę zacierającą prawdziwy obraz świata antycznego.
Był cenionym portrecistą (m.in. autorem portretu Ignacego Paderewskiego, 1891); oprócz prac olejnych malował akwarele, będąc członkiem Królewskiego Stowarzyszenia Akwarelistów (Royal Watercolour Society).

## Odznaczenia i wyróżnienia
W swej karierze artystycznej został nagrodzony złotym oraz wielkim medalem w Berlinie (1872, 1874), a także dwukrotnie medalem I klasy na światowych wystawach w Paryżu (1889, 1900).
Oprócz odznaczenia brytyjskiego posiadał belgijski Order Leopolda, holenderski Order Lwa, bawarski Order św. Michała, pruski Order Korony III klasy i cywilny Pour le Mérite, był też odznaczony krzyżem oficerskim francuskiej Legii Honorowej.
Był członkiem królewskich akademii sztuk pięknych w Monachium, Berlinie, Wiedniu i Madrycie.

## Wybrane prace

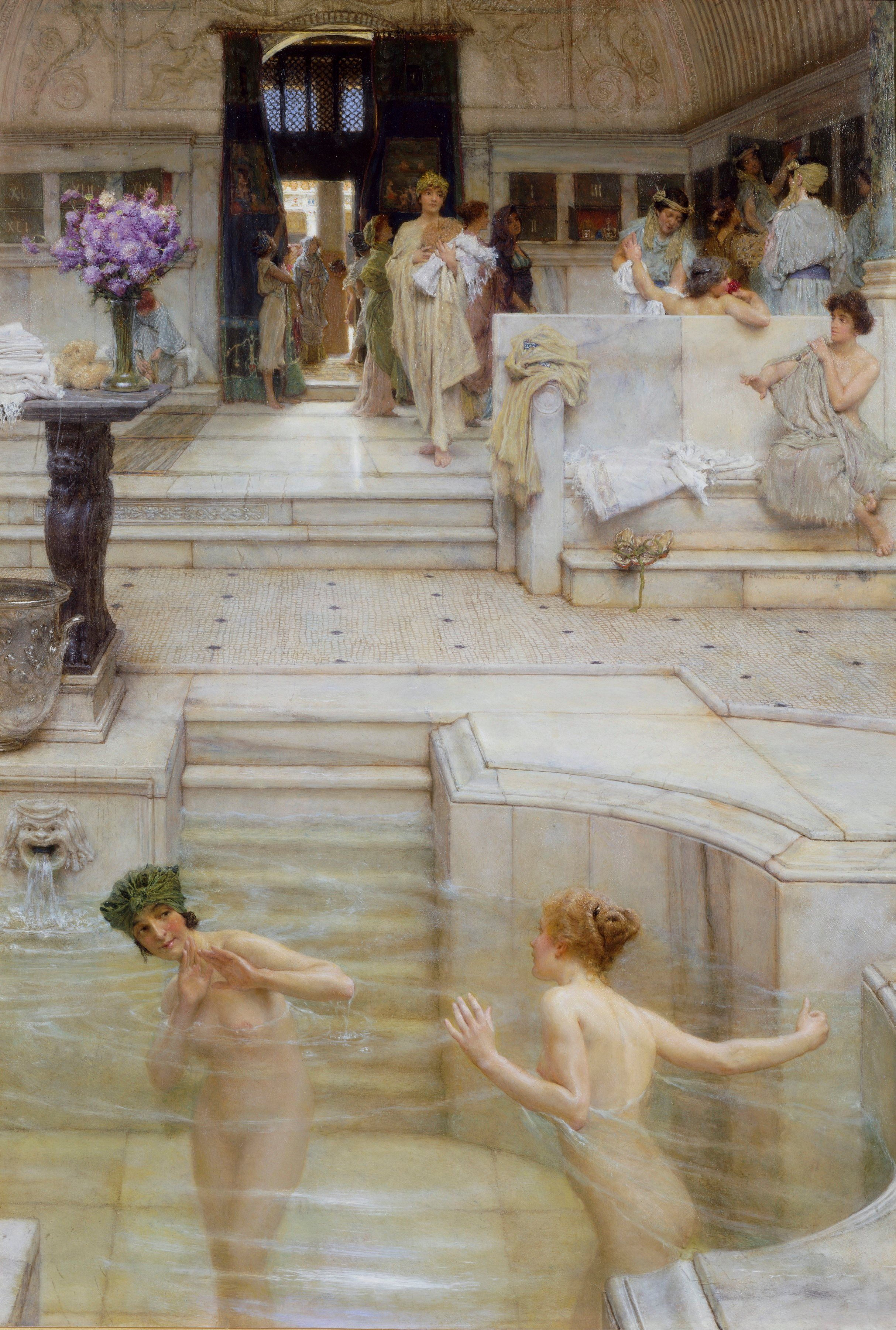
Najmilsza rozrywka (1909)
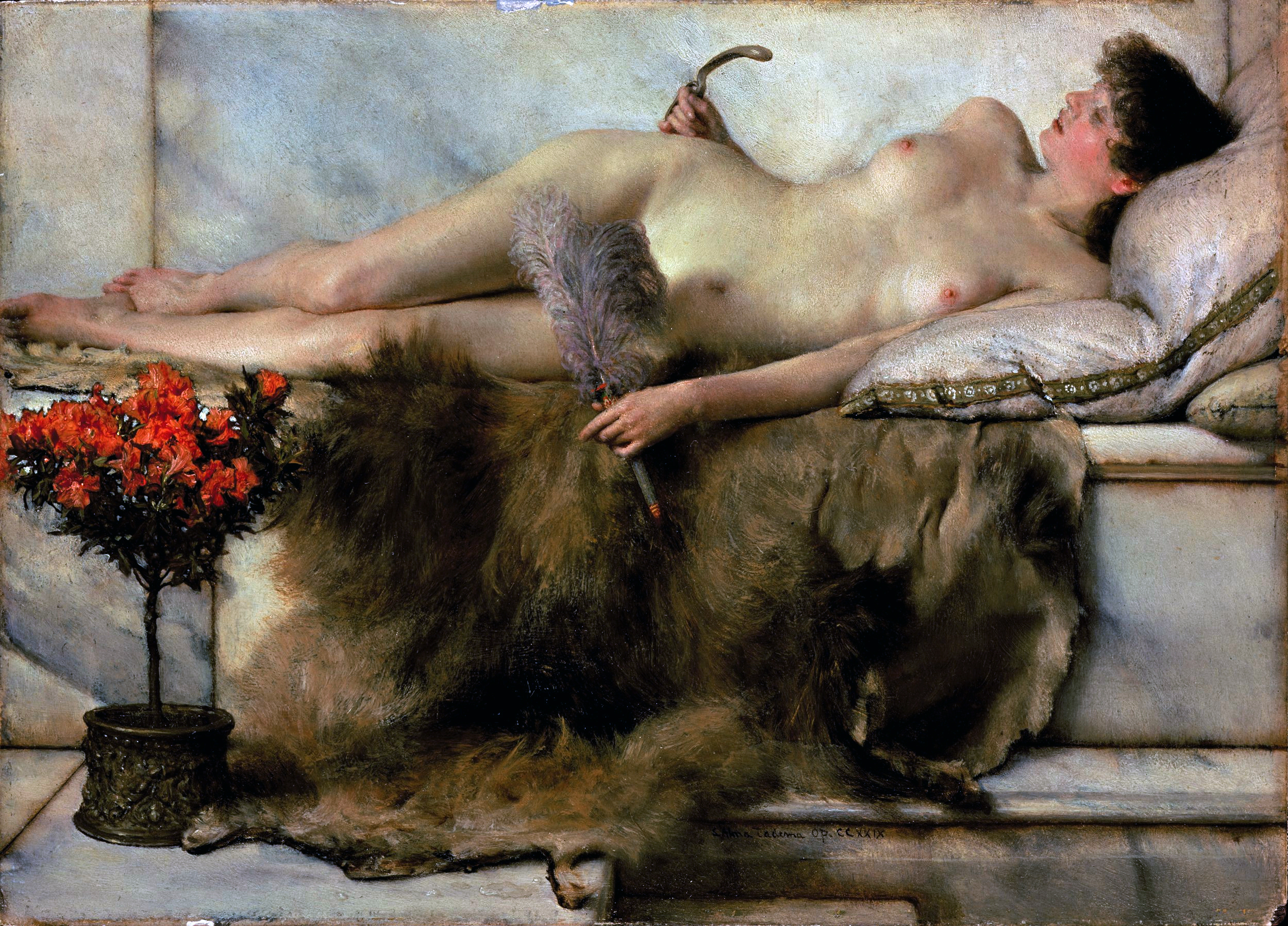
Tepidarium (1881)
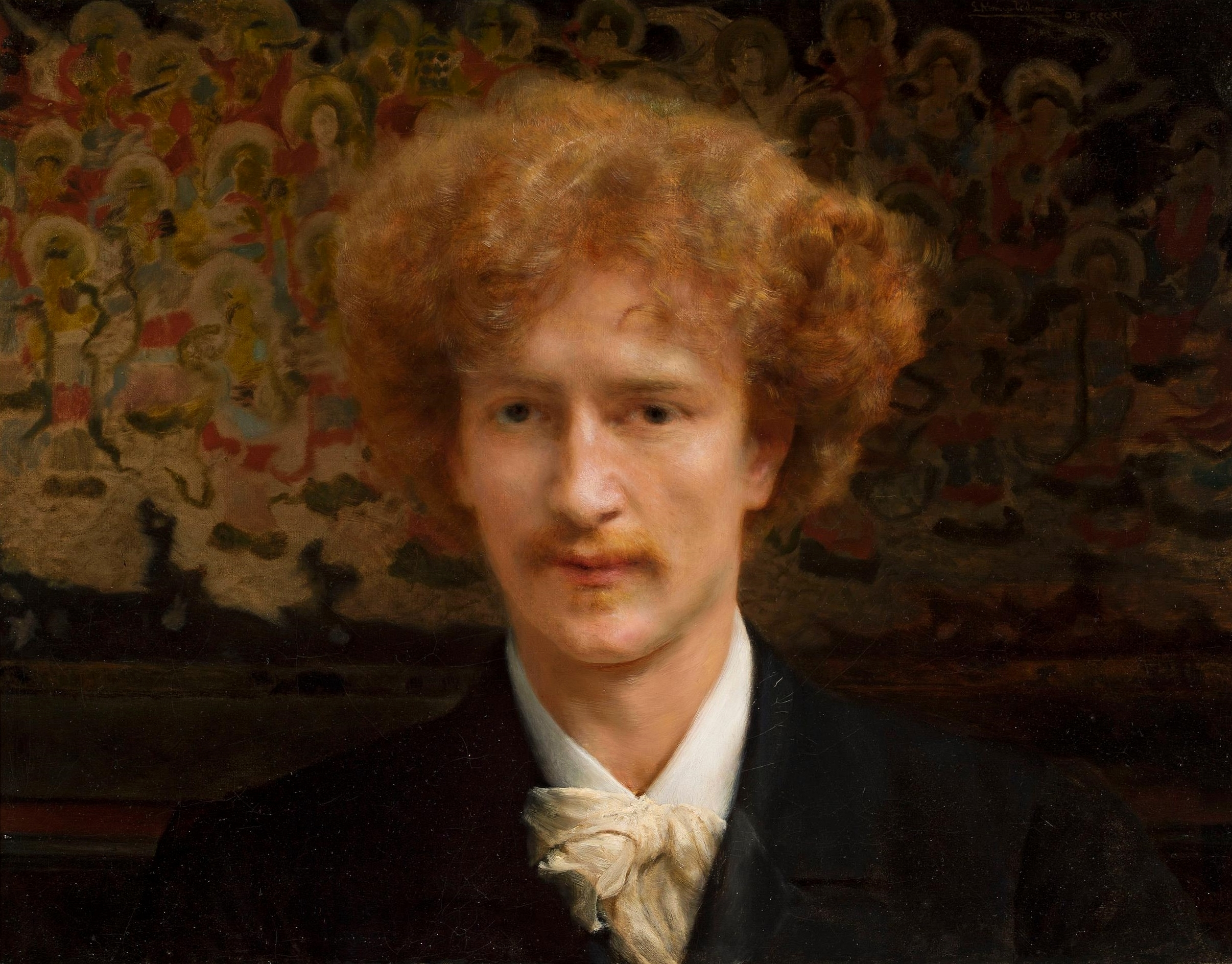
Portret Paderewskiego (1890)
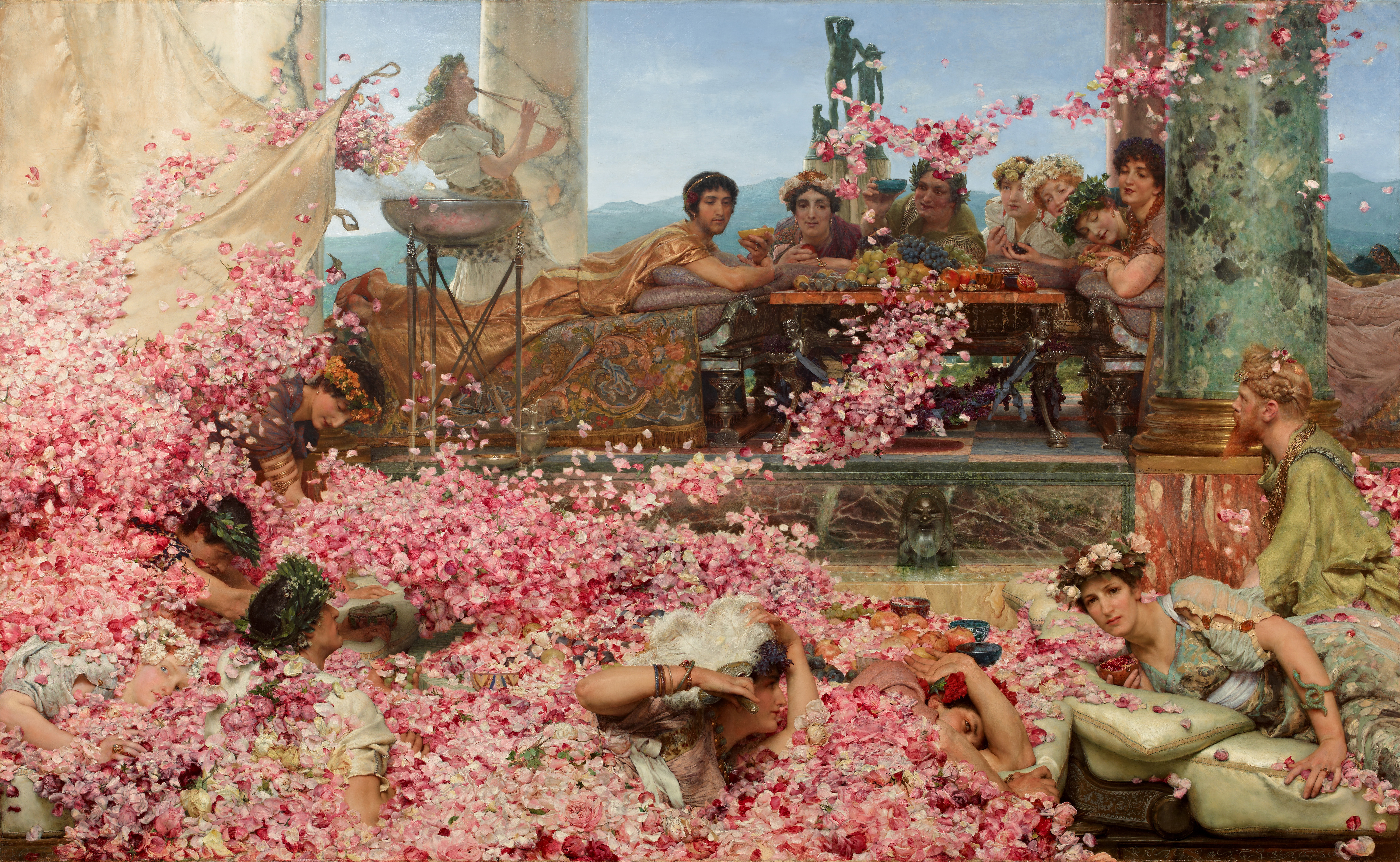
Róże Heliogabala (1888)
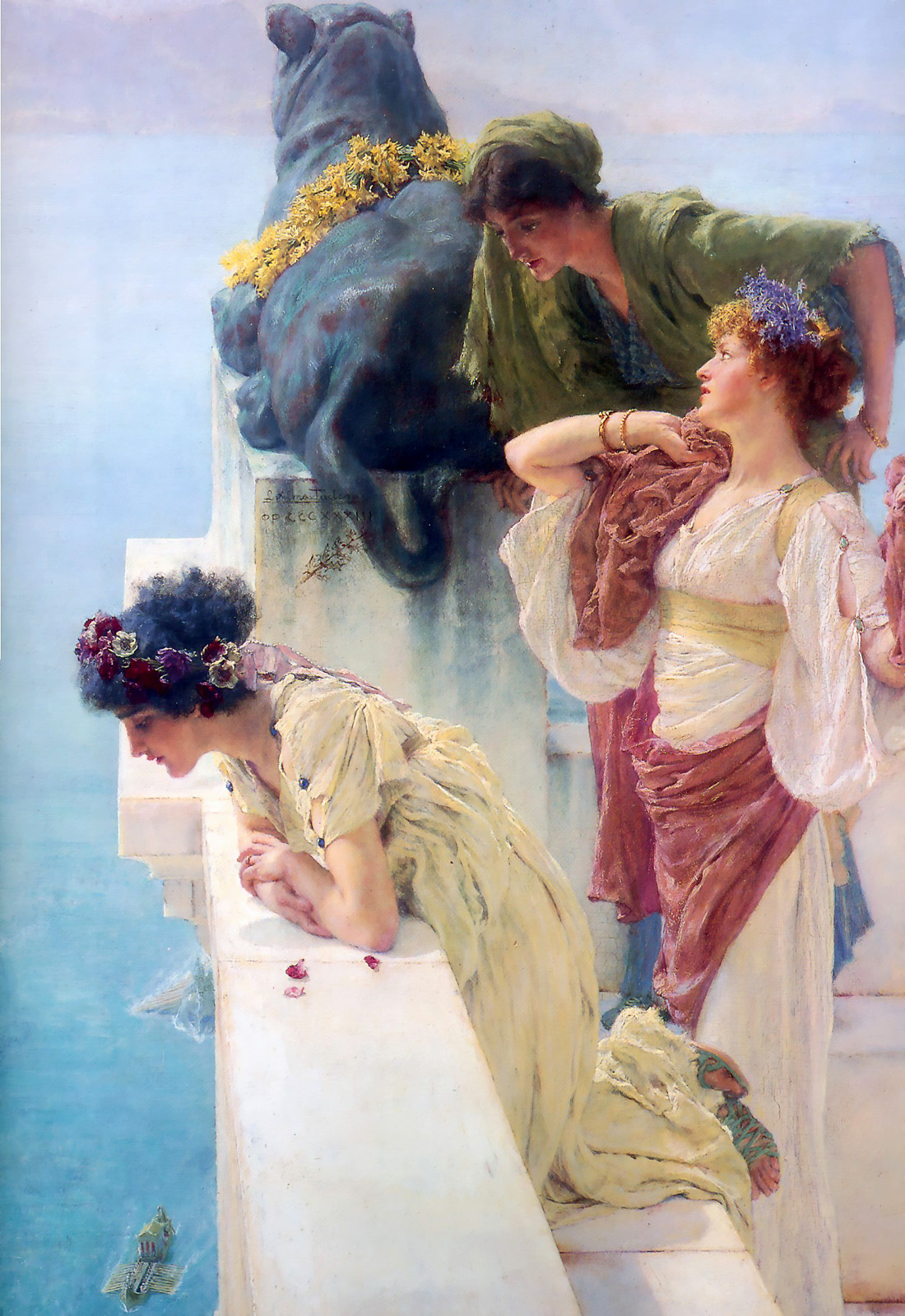
Punkt obserwacyjny (1895)